# 社会科見学
社会科見学（しゃかいかけんがく）は、知識や経験を広げるために、個人や団体で工場施設・旧跡等を見学（体験）する行為、または行事のことである。社会見学、現地学習とも言う。

## 概要
社会科見学は主に学生時代に行われる行事であり、学生の見聞を広げるために行われる。社会科見学の多くは、工場での製造過程の見学・体験、周辺地域の旧跡の見学等を行って、得た知識を元にレポートなどをまとめ、それらの結果を授業中に発表する。これらによって得られる知識は多く、課外授業として積極的に行っている学校・教育者も多い。
学校行事の場合、貸切バスで行くことが多い。
また近年では社会人の社会科見学も多くなってきており、担当分野以外の見学を行って自社の発展に貢献させようとする動きや、個人の見聞を広げて知識向上を図る動きも出てきている。